# Honda Tadamasa
Honda Tadamasa (本多忠政?   1575-1638) fue un samurái y daimyō del periodo Edo de la historia de Japón.
Tadamasa fue hijo de Honda Tadakatsu y continuó sirviendo al clan Oda cuando asumió el liderazgo del clan. Participó durante la batalla de Sekigahara y en 1617 recibió el feudo de Himeji, valuado en 250.000 koku y convirtiéndose de esta manera en daimyō. 
Fue esposo de Kumahime, nieta de Oda Nobunaga.
Falleció en 1638.